# Tiantai
För häraden med samma namn, se Tiantai (härad)

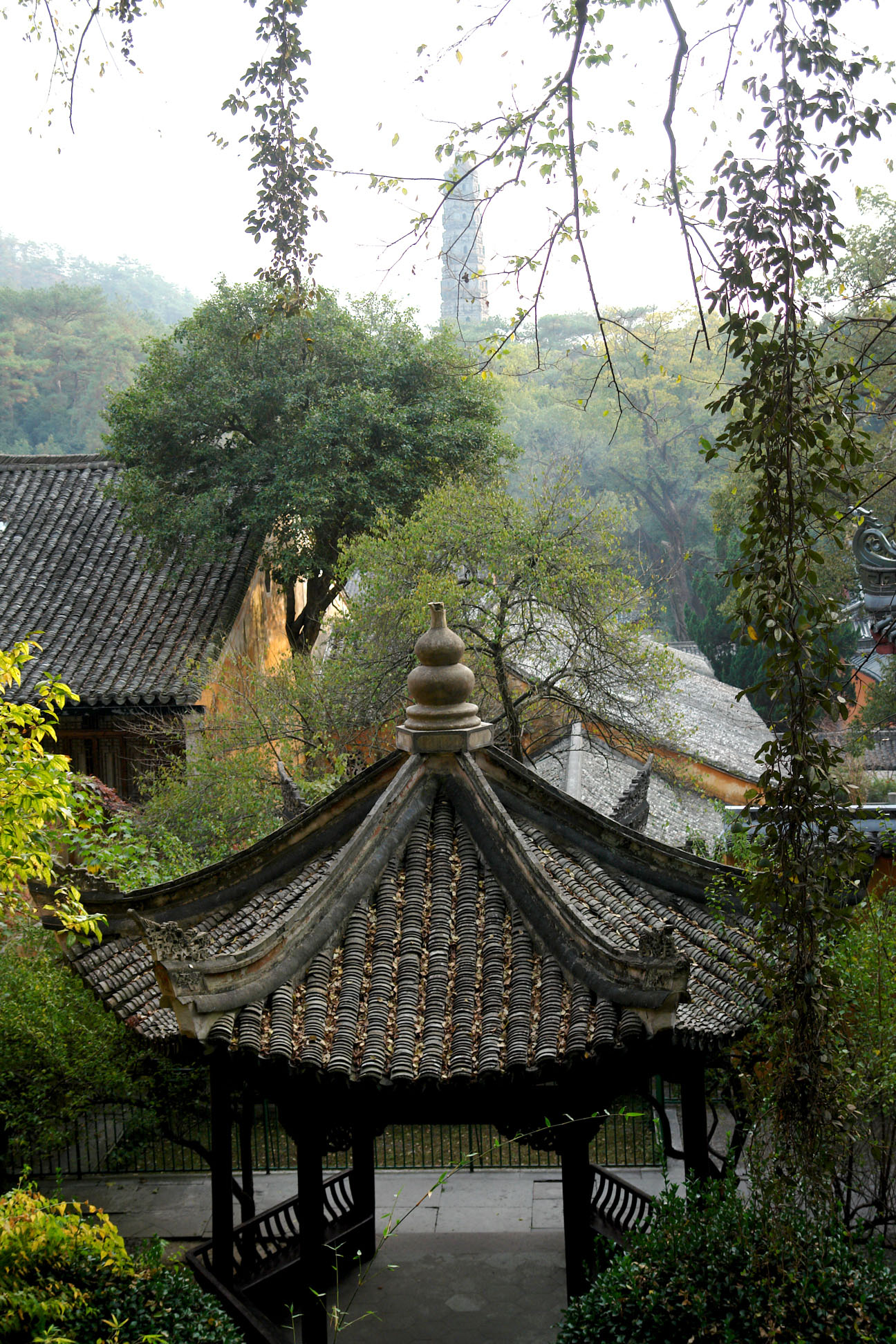
Guojingtemplet på berget Tiantai

Tiantai är en kinesisk inriktning av mahayanabuddhismen vars de-facto grundare var Tiantai Zhiyi (538-597). Inriktningens huvudsakliga religiösa text är lotussutran, och har sitt huvudsäte vid berget med samma namn som inriktningen. Zhiyi förespråkade för tre sanningar: sunyata, att alla fenomen bara är provisoriskt verkliga och att saker och ting egentligen är varken verkliga eller overkliga, utan bara är.
Inriktningen togs till Japan och vidareutvecklades av munken Saicho, som i Japan etablerade en inriktning vid namn tendai.